# 馮熙
馮 熙（ふう き、438年 - 495年）は、北魏の外戚。文明太后の兄にあたる。字は晋昌。本貫は長楽郡信都県。

## 経歴
馮朗の子として長安で生まれた。姚氏の魏母に養育された。叔父の楽陵公馮邈が柔然に亡命したため、北魏における馮熙の地位は微妙になり、魏母は馮熙を連れて氐族や羌族のあいだに逃避してかれを育てた。12歳で弓射や乗馬を好み、武勇の才幹を示して、氐族や羌族をつき従えるようになった。魏母はこれを見て、長安に帰ることを決意した。馮熙は初めて博士について学問をし、師に『孝経』や『論語』の教えを受け、陰陽や兵法を好むようになった。成長すると、華陰郡と河東郡のあいだを遊歴した。
ときに馮熙のおばが後宮に入って、太武帝の左昭儀となった。さらに馮熙の妹（文明皇后）が文成帝の皇后となった。馮熙は都の平城に召し出されて赴くと、冠軍将軍の号を受け、肥如侯の爵位を受けた。拓跋晃の娘の博陵長公主を妻に迎えて、駙馬都尉に任じられた。後に定州刺史として出向した。465年（和平6年）6月、昌黎王に封じられた。468年（皇興2年）6月、太傅となった。さらに内都大官に転じた。
471年（延興元年）に孝文帝が即位すると、馮熙は侍中・太師・中書監・領秘書事となった。しかし文明太后の引き立てによって宮中の顕位にあることに落ちつかず、外任を求めて聞き入れられ、侍中・太師のまま車騎大将軍・開府・都督・洛州刺史に任じられた。477年（太和元年）11月、懐州の伊祁苟が堯の後裔を称して応王を名乗り、重山に人々を集めると、馮熙はこれを討って滅ぼした。
洛陽では多くの経典が失われていたが、三字石経がなお残存していた。しかし馮熙と常伯夫が相次いで洛州刺史となると、そのほとんどが廃棄された。馮熙は仏教を篤く信奉し、私財を供出して諸州に仏図精舎72カ所を建立し、16部の一切経を写経した。諸州の寺院の多くが高山に建てられたため、ある沙門が人や牛を傷つけ殺すものとして、建立を止めるよう勧めると、馮熙は「成就の後、人はただ仏図のみを見るようになるので、どうして人や牛を殺すことなど知ろうか」と答えた。かれの建立させた北邙寺の碑文は、中書侍郎の賈元寿の詞になるものであり、孝文帝はたびたび北邙寺に登って碑文を読み、これを佳作と称賛した。馮熙が洛州刺史となると、事にかこつけて人の娘たちを奴婢に落とし、容色にすぐれた娘を妾として家に入れていた。そうした娘たちは数十人におよび、このため馮熙は「貪縦」と号された。馮熙はあたかも生母のように魏母に孝事し、魏母が死去すると、髪を振り乱して、3日のあいだ水すら口に入れずに悲しみ、孝文帝の許可を得て斉衰の喪に服した。492年（太和16年）、京兆郡公に改封された。
493年（太和17年）、孝文帝が馮熙の三女を皇后に立て、次女を昭儀に立てた。孝文帝は馮熙に上書不称臣や入朝不拝といった特権を与えたが、馮熙は以前のとおり上書で臣を称した。馮熙が病の床につくようになると、孝文帝は医師を派遣し、自身もたびたび馮熙の邸に幸して見舞った。495年（太和19年）1月24日、平城で死去した。仮黄鉞・侍中・都督十州諸軍事・大司馬・太尉・冀州刺史の位を追贈された。諡は武公といった。

## 妻子

### 妻妾
- 正室：博陵長公主
- 側室：常氏

### 男子
- 馮誕
- 馮修
- 馮聿
字は宝興。廃皇后の同母兄。黄門郎となり、信都伯に封じられた。妹が廃位されると、免官されて長楽の百姓とされた。宣武帝のときに河南尹として死去した。
- 馮夙
馮聿の同母弟。幼くして宮中で養育され、文明太后に特に可愛がられた。北平王の爵位を受け、太子中庶子となり、禁中に出入りして、寵愛は兄たちにまさった。孝文帝が親政するようになると、恩寵は衰え、爵位は侯に降格された。幽皇后が皇后として立つと、再び重用されるようになった。幽皇后が死去すると、また失脚した。
- 馮次興
- 馮輔興
- 馮俊興

### 女子
- 長女（南平王元纂の妃）
- 次女（孝文幽皇后）
- 三女（孝文廃皇后）
- 四女（孝文帝の左昭儀）
- 五女（孝文帝の昭儀）
- 六女（安豊王元延明の妃）
- 馮令華（任城王元澄の妃）
- 馮季華（楽安王元悦の妃）
- 女（元顕の妻）
- 女（元誘の妻）
- 女（元竫の妻）

## 伝記資料
- 『魏書』巻83上 列伝第71上
- 『北史』巻80 列伝第68
- 太師京兆郡開国馮武公墓誌銘（馮熙墓誌）
- 魏故楽安王妃馮氏墓誌銘（馮季華墓誌）
- 魏上宰侍中司徒公領尚書令太傅領太尉公仮黄鉞九錫任城文宣王文竫太妃墓誌銘（馮令華墓誌）